# Parrocchia di Trinity Palmetto Point
La parrocchia di Trinity Palmetto Point si trova nella parte orientale dell'isola di Saint Kitts, nella federazione di Saint Kitts e Nevis.

## Villaggi
- Palmetto Point (capoluogo)
- Boyds (villaggio più grande)
- Camps
- Challengers
- Conphipps
- Hummingbird
- Mattingley
- Stone Fort
- West Farm